# Belagarda e Adolins
Belagarda e Adolins (en francès Bellegarde) és un municipi francès situat al departament del Gers i a la regió d'Occitània.

## Geografia

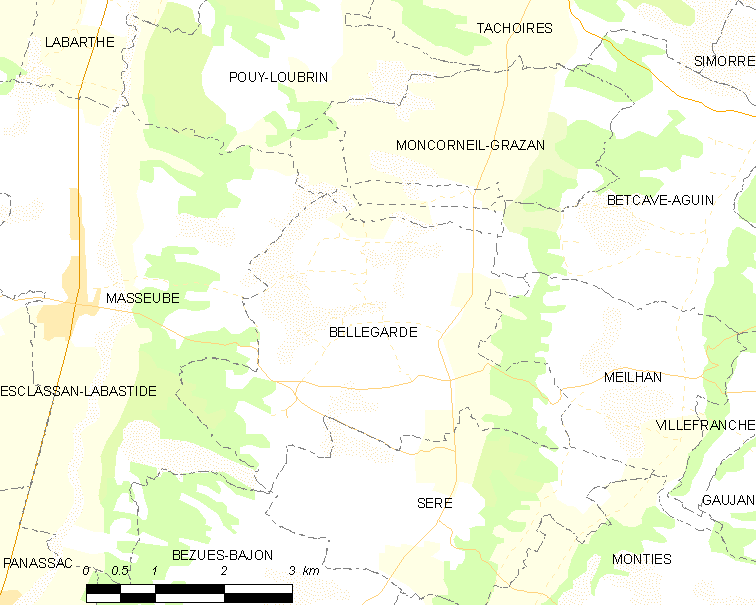
Mapa de la comuna de Belagarda e Adolins

## Administració
| Període | Identitat          | Partit        |
| ------- | ------------------ | ------------- |
| 2001-   | Patricia Estebenet | Divers droite |

## Demografia
| 1962                                       | 1968 | 1975 | 1982 | 1990 | 1999 | 2006 |
| ------------------------------------------ | ---- | ---- | ---- | ---- | ---- | ---- |
| 232                                        | 203  | 165  | 148  | 150  | 136  | 159  |
| Des de 1962: població sense dobles comptes |      |      |      |      |      |      |